# Esnault-Pelterie (månekrater)
Esnault-Pelterie er et nedslagskrater på Månen. Det befinder sig på den nordlige halvkugle på Månens bagside og er opkaldt efter den franske raketingeniør R.A.C. Esnault-Pelterie (1881 – 1957).
Navnet blev officielt tildelt af den Internationale Astronomiske Union (IAU) i 1970. 

## Omgivelser
Esnault-Pelteriekrateret ligger syd for Carnotkrateret, og det ligger over den vestlige side af Schlesingerkrateret. Mod syd findes Von Zeipelkrateret og mod sydvest Fowlerkrateret. 

## Karakteristika
Kraterranden er noget nedslidt, men har bevaret meget af sin struktur og en ret tydelig kant. Et lille krater er forbundet med den sydlige rand og skærer ind i det indre gennem en snæver åbning. Kraterbunden indeholder adskillige småkratere og en mindre forhøjning, som er lidt forskudt mod nord i forhold til kraterets midte. Der er et jævnt område nordøst for denne centrale forhøjning og et tilsvarende mindre mod sydvest.

## Måneatlas
- Billeder af Esnault-Pelteriekrateret i LPI-måneatlasset